# Collegium Ramazzini
Collegium Ramazzini blev grundlagt i 1982 som et uafhængigt internationalt akademi med 180 inviterede medlemmer fra mere end 30 lande. Medlemmerne er internationalt anerkendte eksperter inden for erhvervsmæssig og miljømæssig sundhed.
Akademiet er opkaldt efter den italienske læge Bernardino Ramazzini fra det 16. århundrede og blev grundlagt af Irving Selikoff, Cesare Maltoni og andre fremtrædende videnskabsmænd i 1982. Collegium Ramazzinis mission er at fremme studiet af erhvervsmæssige og miljømæssige sundhedsspørgsmål. Gennem sine medlemmer og aktiviteter søger det at overbygge videnskabelig opdagelse og de socio-politiske centre, der skal reagere på disse opdagelser og fremskridt inden for sundhed og sikkerhed.
Et hovedformål med kollegiet er at afholde konferencer, symposier og seminarer, der introducerer videnskabelige, medicinske og statslige organer til forskellige spørgsmål og forskning inden for sundhed og sikkerhed.
Ramazzini Days 2011-seminaret blev afholdt i Carpi, Italien.
I 2012 afholdes symposiet "Miljø og sundhed på politisk dagsorden" i Montevideo i Uruguay fra 22.-24. marts. Konferencen organiseres i fællesskab af Collegium Ramazzini og Universidad Republica Oriental de Uruguay.

## Ramazzini-prisen
Ramazzini-prisen blev indstiftet i 1984 og tildeles årligt forskere, som kollegiet anser for at have ydet fremragende bidrag til at fremme Bernardino Ramazzinis mål med hensyn til beskyttelse af folkesundheden.
Danske modtagere af prisen er:
- 1988 Johannes Clemmesen for hans banebrydende arbejde med kræftepidemiologi.
- 2015 Philippe Grandjean for hans lange karriere med at udføre og fremme miljø- og sundhedsforskning, især hans banebrydende arbejde om virkningerne af methylkviksølv.